# 대원공항
대원공항 (大元空港)은 서울특별시 광진구 자양동에 사업자 등록을 두고 있는 서울특별시의 공항버스 업체였다. KD운송그룹의 계열사이며, 서울역 및 센트럴시티를 기점으로 하는 서울특별시 면허의 공항버스를 운행하던 기업이었다.

## 역사
2001년 인천국제공항의 개항에 맞춰 설립된 (주)센트럴시티 공항사업부가 모태다. 공동배차를 했던 공항고속 (삼화고속의 공항사업부)도 존재했으나 2008년도에 대원교통에 매각되었고 인수한 두 개 회사를 흡수 합병해 대원공항으로 운영하였다. 이후 2012년 8월 1일 서울버스 공항리무진(현 서울공항리무진), 공항리무진 두 회사에 노선들을 양도하면서 회사가 사라졌다.

## 과거 운행 노선
- ● 6010번: 프리마호텔 ↔ 강남구청역 ↔ 청담역 ↔ 갤러리아백화점 압구정점 (신청담역) ↔ 압구정역 ↔ 올림픽대로 ↔ 88 분기점 ↔ 인천국제공항고속도로 ↔ 인천국제공항 (서울버스와 공동 배차하던 노선으로, 서울버스에 양수 후 2013년경 폐지, 지금 다니는 6010번은 번호만 같은 다른 노선)
- ● 6016번: 서울교육대학교 ↔ 서울남부버스터미널 (남부터미널역) ↔ 방배역 ↔ 서울메트로 ↔ 사당역 ↔ 이수역 ↔ 동작역 ↔ 흑석역 (흑석동) ↔ 올림픽대로 ↔ 88 분기점 ↔ 인천국제공항고속도로 ↔ 인천국제공항 (서울버스와 공항리무진과 공동배차 운행하던 노선으로, 현재 공항리무진이 단독 운행)
- ● 6020번: 역삼역 ↔ 강남역 ↔ 교대역 ↔ 고속터미널역 (서울고속버스터미널, 센트럴시티) ↔ 신반포역 ↔ 구반포역 ↔ 올림픽대로 ↔ 88 분기점 ↔ 인천국제공항고속도로 ↔ 인천국제공항 (서울버스와 공동 배차하던 노선으로, 현재 서울공항리무진이 단독 운행)
- ● 6030번: 캐피탈호텔 ↔ 크라운호텔 ↔ 서빙고동 ↔ 동부이촌동 ↔ 원효대교 (인천국제공항 방향) / 한강대교 (캐피탈호텔 방향) ↔ 63빌딩 ↔ 여의도역 ↔ 렉싱턴호텔 ↔ 국회의사당역 ↔ 한국증권선물거래소 ↔ 올림픽대로 ↔ 88 분기점 ↔ 인천국제공항고속도로 ↔ 인천국제공항 (2009년 6월 1일 서울버스에서 인수한 노선으로 현재 공항리무진이 운행)
- ● 6040번: 고속터미널역 ↔ 메리어트호텔 ↔ 서래마을 ↔ 올림픽대로 ↔ 88 분기점 ↔ 인천국제공항고속도로 ↔ 인천국제공항
- ● 6050번: 서울역 서부역 ↔ 서울역 ↔ 용산역 (신용산역) ↔ 강변북로 ↔ 북로 분기점 ↔ 인천국제공항고속도로 ↔ 인천국제공항
- ● 6060번: 신금호역 ↔ 논골 ↔ 금호사거리 ↔ 대우아파트 ↔ 삼성아파트 ↔ 극동그린아파트 ↔ 한강진역 ↔ 이태원역 ↔ 이촌역 ↔ 강변북로 ↔ 북로 분기점 ↔ 인천국제공항고속도로 ↔ 인천국제공항 (공항리무진에 양도 후 2012년 9월 폐지)